# Друздев, Николай Игнатьевич
Николай Игнатьевич Друздев (1918—1975) — советский лётчик бомбардировочной авиации Военно-морского флота, участник советско-японской войны, Герой Советского Союза (14.09.1945). Полковник (9.04.1952).

## Биография
Родился 8 мая 1918 года в селе Калиновка (ныне — Гардабанский муниципалитет Грузии) в семье крестьянина. Окончил сельскую школу, затем аэроклуб в Тбилиси. 
В декабре 1937 года призван на службу в Рабоче-крестьянский Красный Флот. Окончил Военно-морское авиационное училище имени Сталина в Ейске в 1938 году. После его окончания с 1938 года служил на Дальнем Востоке в военно-воздушных силах Тихоокеанского флота. 
Командир 34-го ближнебомбардировочного авиационного полка 10-й авиационной дивизии пикирующих бомбардировщиков ВВС Тихоокеанского флота капитан Николай Друздев проявил выдающийся героизм во время советско-японской войны. 
К 30 августа 1945 года лётчики полка под командованием Н. И. Друздева совершили 211 боевых вылетов, потопив 2 японских танкера, 3 транспорта, по 20 катеров и малых судов, а также уничтожили 4 портовых склада, 3 нефтехранилища, 4 железнодорожных эшелона, 1 бронепоезд. Командир полка выполнил 8 боевых вылетов, лично потопил танкер, уничтожил 1 склад и 1 железнодорожный мост.
За образцовое выполнение заданий командования и массовый героизм личного состава приказом Народного Комиссара ВМФ ССР от 26 августа 1945 года № 0460 34-й ближнебомбардировочный авиационный полк капитана Н. Друздева получил гвардейское звание и был переименован в 34-й гвардейский пикировочно-бомбардировочный авиационный полк ВВС ВМФ.
Указом Президиума Верховного Совета СССР от 14 сентября 1945 года за «образцовое выполнение заданий командования на фронте борьбы с японскими милитаристами и проявленные при этом отвагу и геройство» капитану Николаю Игнатьевичу Друздеву присвоено звание Героя Советского Союза с вручением ордена Ленина и медали «Золотая Звезда» за номером 7164.
После окончания войны Друздев продолжил службу в военно-морской авиации. Был командиром 565-го дальнебомбардировочного авиационного полка ВВС Черноморского флота. Окончил Военно-морскую академию имени К. Е. Ворошилова в 1952 году. С 1952 года командовал 1890-м отдельным авиационным полком специального назначения при НИИ-15 ВМФ (Феодосия). С 1954 года — заместитель командира по лётной подготовке 1941-го минно-торпедного авиационного полка ВВС Северного флота (с 1955 года — 987 мтап). В январе 1957 года гвардии полковник Н. И. Друздев уволен в запас. 
Проживал и работал в городе Прохладном Кабардино-Балкарской АССР. Умер 12 апреля 1975 года.

## Награды
- Герой Советского Союза (14.09.1945)
- Орден Ленина (14.09.1945)
- Орден Красного Знамени (13.08.1945)
- Орден Красной Звезды (5.11.1954)
- Медаль «За боевые заслуги» (24.06.1948)
- Ряд медалей СССР[3]